# The Song of a Dying Memory
The Song of a Dying Memory è un singolo del cantautore polacco Mariusz Duda, pubblicato il 19 marzo 2020.

## Descrizione
Si tratta della prima pubblicazione da solista del musicista al di fuori dei Riverside e Lunatic Soul e rappresenta l'inizio di un ciclo di «brani sottocutanei» o «brani aderenti», caratterizzati da sonorità e cantato più soft. Il testo parla di come, nonostante la progressiva amnesia causata dall'intensità della vita di ogni essere umano, quest'ultimo ama ancora ciò che era importante per se stesso e da qualche parte ha ancora qualcosa su cui tornare, un punto di partenza che potrebbe innescare un cambiamento, ispirandosi nella ricerca di soluzioni ai propri problemi attuali.

## Video musicale
Il video, creato dalla Sightsphere, è stato reso disponibile il 14 aprile 2020 attraverso il canale YouTube del cantautore.

## Tracce
Testi e musiche di Mariusz Duda.
1. The Song of a Dying Memory – 3:31

## Formazione
Crediti tratti dal sito ufficiale di Duda.
Musicisti
- Mariusz Duda – voce, chitarra, basso, ukulele, melodica
- Maciek Gołyźniak – batteria, percussioni
- Przemysław Mazur – primo violino
- Magdalena Szczypińska – secondo violino
- Krzysztof Jakub Szwarc – viola
- Weronika Kulpa – violoncello
- Michał Mierzejewski – arrangiamento strumenti ad arco

Produzione
- Mariusz Duda – produzione
- Magda Srzedniccy – produzione, registrazione, missaggio, mastering
- Robert Srzedniccy – produzione, registrazione, missaggio, mastering
- Maciek Gołyźniak – registrazione batteria e percussioni
- Łukasz Kumański – registrazione quartetto d'archi